# ريونيغرو
ريونيغرو (بالإسبانية: Rionegro)، مدينة وبلدية في إدارة أنتيوكيا الكولومبية،وتقع في المنطقة الفرعية من أنتيوكيا الشرقية. الاسم الرسمي للمدينة هو ("سيوداد سانتياغو دي أرما دي ريونيغرو") ولكنها سميت على نهر نيغرو الذي يعد أبرز المعالم الجغرافية للبلدية. وتسمى ريونيغرو في بعض الأحيان (Cuna de la democracia) (مهد الديمقراطية) كما أنها أحد أهم المدن خلال عصر الكفاح الكولومبي من أجل الاستقلال ودستور 1863 الذي كتب في المدينة.

## المناخ
يظهر الجدول التالي التغييرات المناخية على مدار السنة لريونيغرو:
| البيانات المناخية لـريونيغرو      | البيانات المناخية لـريونيغرو | البيانات المناخية لـريونيغرو | البيانات المناخية لـريونيغرو | البيانات المناخية لـريونيغرو | البيانات المناخية لـريونيغرو | البيانات المناخية لـريونيغرو | البيانات المناخية لـريونيغرو | البيانات المناخية لـريونيغرو | البيانات المناخية لـريونيغرو | البيانات المناخية لـريونيغرو | البيانات المناخية لـريونيغرو | البيانات المناخية لـريونيغرو | البيانات المناخية لـريونيغرو |
| الشهر                             | يناير                        | فبراير                       | مارس                         | أبريل                        | مايو                         | يونيو                        | يوليو                        | أغسطس                        | سبتمبر                       | أكتوبر                       | نوفمبر                       | ديسمبر                       | المعدل السنوي                |
| --------------------------------- | ---------------------------- | ---------------------------- | ---------------------------- | ---------------------------- | ---------------------------- | ---------------------------- | ---------------------------- | ---------------------------- | ---------------------------- | ---------------------------- | ---------------------------- | ---------------------------- | ---------------------------- |
| الدرجة القصوى °م (°ف)             | 28 (82)                      | 27 (81)                      | 26 (79)                      | 26 (79)                      | 27 (81)                      | 25 (77)                      | 25 (77)                      | 26 (79)                      | 25 (77)                      | 25 (77)                      | 24 (75)                      | 25 (77)                      | 26 (79)                      |
| متوسط درجة الحرارة الكبرى °م (°ف) | 24 (75)                      | 24 (75)                      | 24 (75)                      | 24 (75)                      | 25 (77)                      | 24 (75)                      | 24 (75)                      | 24 (75)                      | 24 (75)                      | 24 (75)                      | 23 (73)                      | 24 (75)                      | 24 (75)                      |
| متوسط درجة الحرارة الصغرى °م (°ف) | 9 (48)                       | 9 (48)                       | 9 (48)                       | 9 (48)                       | 10 (50)                      | 9 (48)                       | 8 (46)                       | 8 (46)                       | 9 (48)                       | 9 (48)                       | 9 (48)                       | 9 (48)                       | 9 (48)                       |
| أدنى درجة حرارة °م (°ف)           | 7 (45)                       | 7 (45)                       | 6 (43)                       | 7 (45)                       | 7 (45)                       | 6 (43)                       | 5 (41)                       | 5 (41)                       | 5 (41)                       | 6 (43)                       | 5 (41)                       | 0 (32)                       | 0 (32)                       |
| الهطول مم (إنش)                   | 60 (2.4)                     | 80 (3.1)                     | 130 (5.1)                    | 200 (7.9)                    | 235 (9.3)                    | 170 (6.7)                    | 140 (5.5)                    | 165 (6.5)                    | 200 (7.9)                    | 200 (7.9)                    | 165 (6.5)                    | 90 (3.5)                     | 1٬835 (72.2)                 |
| المصدر:                           |                              |                              |                              |                              |                              |                              |                              |                              |                              |                              |                              |                              |                              |

## أعلام
- يبوريو ميخيا
- سيرجيو هيناو
- كارلوس ماورو هويوس
- بابلو إسكوبار
- فلاديمير مارين
- هيرنان داريو مونيوث